# Resultante
In der Mathematik ist die Resultante ein Werkzeug der kommutativen Algebra, um zwei Polynome auf das Vorhandensein gemeinsamer Nullstellen zu prüfen. In Erweiterung auf multivariate polynomiale Gleichungssysteme kann die Resultante dazu verwendet werden, nacheinander die Variablen des Systems zu eliminieren. Zu diesem Zweck wurden die Resultante und ähnliche Konstruktionen im Verlaufe des 19. Jahrhunderts untersucht, zuerst für Systeme mit Symmetrien, 1882 durch L. Kronecker auch für den allgemeinen Fall. In modernen Computeralgebrasystemen werden Resultanten bzw. deren mehrdimensionale Analoga benutzt, um aus einer vorher bestimmten Gröbner-Basis auf die Lösungen (bzw. deren Approximationen) eines Gleichungssystems zu schließen.

## Definition
Seien {\displaystyle f} und {\displaystyle g} zwei Polynome von Grad {\displaystyle m} bzw. {\displaystyle n} aus {\displaystyle R[X]}, dem Polynomring in einer Unbestimmten {\displaystyle X} über einem kommutativen unitären Ring {\displaystyle R}, ausgeschrieben
{\displaystyle f=f_{0}+f_{1}X+\dotsb +f_{m}X^{m}} und {\displaystyle g=g_{0}+g_{1}X+\dotsb +g_{n}X^{n}}.
Die Resultante dieser beiden Polynome ist die Determinante der Sylvestermatrix.
{\displaystyle \operatorname {Res} (f,g)=\det {\begin{pmatrix}f_{m}&f_{m-1}&\cdots &&f_{0}&&&\\&f_{m}&f_{m-1}&\cdots &&f_{0}&&\\&&\ddots &&&&\ddots &\\&&&f_{m}&f_{m-1}&\cdots &&f_{0}\\g_{n}&g_{n-1}&\cdots &&g_{0}&&&\\&g_{n}&g_{n-1}&\cdots &&g_{0}&&\\&&\ddots &&&&\ddots &\\&&&g_{n}&g_{n-1}&\cdots &&g_{0}\\\end{pmatrix}}}
Die Matrix besteht aus {\displaystyle n} Zeilen mit den Koeffizienten von {\displaystyle f} und {\displaystyle m} Zeilen mit den Koeffizienten von {\displaystyle g}. Alle in der obigen Matrix nicht beschrifteten Einträge sind Null. Die Sylvestermatrix ist also eine quadratische Matrix mit {\displaystyle m+n} Zeilen und Spalten.

## Eigenschaften
Da die Determinante eine in den Zeilen und Spalten alternierende multilineare Form ist, folgt leicht: 
{\displaystyle \operatorname {Res} (f,g)=(-1)^{mn}\operatorname {Res} (g,f)}
Die (Transponierte der) Sylvestermatrix ist die Systemmatrix der Gleichung {\displaystyle fp-gq=0}, aufgefasst als lineares Gleichungssystem in den Koeffizienten der Kofaktor-Polynome
{\displaystyle p=p_{0}+p_{1}X+\dotsb +p_{n-1}X^{n-1}} und {\displaystyle q=q_{0}+q_{1}X+\dotsb +q_{m-1}X^{m-1}}.
Haben die Polynome {\displaystyle f} und {\displaystyle g} einen gemeinsamen Faktor, so verschwindet die Resultante. Für die Aussage in der anderen Richtung benötigt man noch, dass der Ring {\displaystyle R} ein faktorieller Integritätsbereich, d. h. ohne Nullteiler und mit eindeutiger Primfaktorzerlegung, ist. Das ist immer der Fall, wenn {\displaystyle R} ein Körper ist, z. B. der Körper der rationalen oder reellen Zahlen oder ein Polynomring darüber. Sind diese Bedingungen erfüllt und gilt {\displaystyle \operatorname {Res} (f,g)=0}, so enthalten {\displaystyle f} und {\displaystyle g} einen gemeinsamen Faktor mit positivem Grad.
Ist der Koeffizientenbereich {\displaystyle R} ein Körper {\displaystyle K=R} und zerfallen die Polynome {\displaystyle f} und {\displaystyle g} in einer geeigneten Erweiterung über {\displaystyle K} (etwa in einem Zerfällungskörper {\displaystyle L\supset K}) in die Linearfaktoren
{\displaystyle f(X)=f_{m}\cdot (X-a_{1})\dotsm (X-a_{m})} und {\displaystyle g(X)=g_{n}\cdot (X-b_{1})\dotsm (X-b_{n})} mit {\displaystyle a_{i},b_{j}\in L},
so kann die Resultante als Ausdruck in den Nullstellen dargestellt werden: 
{\displaystyle \operatorname {Res} (f,g)=(f_{m})^{n}\,g(a_{1})\dotsm g(a_{m})=(-1)^{mn}(g_{n})^{m}\,f(b_{1})\dotsm f(b_{n})=(f_{m})^{n}\,(g_{n})^{m}\prod _{i=1}^{m}\prod _{j=1}^{n}(a_{i}-b_{j})}.
Da es sich bei dem rechten Doppelprodukt um ein in den {\displaystyle a_{i}} symmetrisches Polynom und ebenso in den {\displaystyle b_{j}} symmetrisches Polynom handelt, ist es nach dem Hauptsatz über symmetrische Polynome als Polynom in den elementarsymmetrischen Polynomen der {\displaystyle a_{i}} und {\displaystyle b_{j}} (also in den Koeffizienten der Polynome {\displaystyle f,g}) darstellbar und liegt daher tatsächlich im Koeffizientenkörper {\displaystyle K}. 
Mit Hilfe der cramerschen Regel kann man zeigen, dass es immer Polynome {\displaystyle A} und {\displaystyle B} mit Koeffizienten in {\displaystyle R} gibt, so dass
{\displaystyle Af+Bg=\operatorname {Res} (f,g)}
gilt. Die Koeffizienten von {\displaystyle A} und {\displaystyle B} ergeben sich aus der letzten Spalte der Komplementärmatrix der Sylvestermatrix.

## Beziehung zum Euklidischen Algorithmus
Eine ähnliche Formel erhält man durch den erweiterten Euklidischen Algorithmus. In der Tat kann aus diesem ein effizientes Berechnungsverfahren für die Resultante abgeleitet werden, das Subresultanten-Verfahren.